# Elecciones parlamentarias de Gambia de 1997
Las elecciones parlamentarias se llevaron a cabo en Gambia el 2 de enero de 1997, tres meses después de las elecciones presidenciales. Fueron las primeras elecciones parlamentarias después del golpe de Estado de 1994 que llevó a Yahya Jammeh al poder, y las primeras bajo la nueva constitución aprobada en referéndum en 1996. Sin embargo, el Decreto 89 del Consejo del Gobierno Provisional de las Fuerzas Armadas, presidido por Jammeh, prohibió durante los comicios cualquier organización política fundada antes de 1994 (incluyendo al Partido Progresista Popular).
Las elecciones fueron programadas originalmente para el 11 de diciembre de 1996, pero un atentado contra los cuarteles militares de Farafenni a principios de noviembre provocó que fueran pospuestas, prohibiéndose también cualquier manifestación política. Esto, sumado a la división de la recién formada oposición, y a que el presidente tenía derecho a designar a cuatro miembros de la Asamblea Nacional, provocó una abrumadora victoria del partido de Jammeh, la Alianza para la Reorientación y la Construcción Patriótica, que obtuvo 33 de los 45 escaños electos, más los 4 seleccionados.

## Resultados
| Partido                                                    | Votos   | %     | Escaños | +/–   |
| ---------------------------------------------------------- | ------- | ----- | ------- | ----- |
| Alianza para la Reorientación y la Construcción Patriótica | 160,470 | 52.13 | 33      | Nuevo |
| Partido Democrático Unificado                              | 104,568 | 33.97 | 7       | Nuevo |
| PDOIS                                                      | 24,272  | 7.88  | 1       | +1    |
| Partido de Reconciliación Nacional                         | 6,639   | 2.16  | 2       | Nuevo |
| Independientes                                             | 11,907  | 3.86  | 2       | –1    |
| Seleccionados por el presidente                            | –       | –     | 4       | –4    |
| Votos en blanco/inválidos                                  | 0       | –     | –       | –     |
| Total                                                      | 307,856 | 100   | 49      | –1    |
| Votantes registrados/participación                         | 420,507 | 73.21 | –       | –     |
| Fuente: African Elections Database                         |         |       |         |       |